# Salicylsyre
Salicylsyre (ortho-hydroxybenzoesyre, ) (2-hydroxybenzoesyre, C6H4(OH)COOH) er en aromatisk carboxylsyre, som er beslægtet med acetylsalicylsyre. Dens salte og estere kaldes salicylater. Salicylsyre og derivater heraf anvendes bl.a. som let smertestillende middel.
Salicylsyre har fået sit navn efter piletræ (Salix), hvis bark har et naturligt indhold af denne syre, og hvorfra man udvandt en ekstrakt. Pilebark har været brugt i folkemedicin. Salicylsyre findes også i blomsterne hos mjødurt, Filipendula ulmaria. Salicylsyre er lokalirriterende, og bør kun bruges udvortes. Derfor er forskellige derivater udviklet til indvortes brug; både salicylsyresalte og estere af salicylsyre. Det mest kendte derivat er acetylsalicylsyre, der forhandles som Aspirin.
Den første dokumenterede brug af salicylater kendes fra sumererne omkring 2000 f.Kr. De skrev om piletræets smertestillende effekt på lertavler. Oldtidens samfund i Mesopotamien benyttede udtræk fra pilebark mod feber, smerte og betændelse; det samme gjorde kineserne. Grækeren Hippokrates anbefalede omkring 400 f.Kr., at patienten tyggede bark fra piletræet mod feber og smerter, og anbefalede et udtræk af barken for at lindre smerter hos fødende kvinder. Den græske læge Pedanius Dioscorides, der fulgte kejser Neros legionærer på deres felttog, foreskrev omkring år 100 e.Kr. pilebark mod betændelse.
Salicylater virker generelt via deres indhold af salicylsyre. Der udvikles stadig nye typer af salicylater.
Salicylsyre indgår også i hudcremer, hvor den virker ved at eksfoliere hudens øverste lag.
Mennesker med salicylsyre-overfølsomhed oplever bivirkninger. Aspirin kan således fremkalde blødninger, især i spiserøret, hvad der er livstruende og ofte med dødelig udgang. Aspirin kan også også forårsage en ret usædvanlig, men ofte ødelæggende hjerneinfarkt.